# Generalsekretær
Generalsekretær er titlen for den øverste daglige leder i en række organisationer, f.eks. internationale organisationer, politiske partier, NGOer eller kirkelige organisationer. Historisk har partiers generalsekretærer været de facto-statsledere i mange kommunistiske etpartistater, f.eks. Sovjetunionen.

## Nuværende generalsekretærer

### Mellemstatslige organisationer
- Europarådet: Thorbjørn Jagland (siden 2009)[1]
- Rådet for Den Europæiske Union: Jeppe Tranholm-Mikkelsen (siden 2015)
- FN: António Guterres (siden 2017)[2]
- NATO: Mark Rutte (siden 2024)[3]
- Nordisk Ministerråd: Dagfin Høybråten (siden 2014)[4]
- OECD: José Ángel Gurría (siden 2006)[5]

### Andre internationale organisationer
- Amnesty International: Salil Shetty (siden 2010)[6]
- Public Services International: Rosa Pavanelli (siden 2012)[7]

### Politiske partier
- Kinas kommunistiske parti: Xi Jinping (siden 2012; Folkerepublikken Kinas præsident siden 2013)[8]

### Danske organisationer
- Dansk Røde Kors: Anders Ladekarl (siden 2008)[9]
- Det Danske Spejderkorps: Morten Gade (siden 2020)[10]
- Dansk Ungdoms Fællesråd: Morten E. G. Jørgensen (siden 2017)
- Grænseforeningen: Knud-Erik Therkelsen (siden 2004)
- ISOBRO: Mette Grovermann (siden 2019)
- Red Barnet Ungdom: Camilla Burgwald (siden 2018 - indtil udgangen af juli 2019)
- WWF Verdensnaturfonden i Danmark: Gitte Seeberg (siden 2008)[11]

#### Danske kirkelige organisationer
- Blå Kors: Christian Bjerre (fra 2011)
- Indenlandsk Sømandsmission: Nicolaj Wibe (fra 2014)
- Indre Mission: Jens Medom Madsen (fra 2015)
- Kirkefondet: Henrik Bundgaard Nielsen (fra 2013)
- KLF, Kirke & Medier: Mikael Arendt Laursen (fra 2012)[12]
- Kristeligt Forbund for Studerende: Christian Rasmussen (fra 2016)[13]
- Luthersk Mission: Søren Skovgaard Sørensen (fra 2016)[14]
- Åbne Døre: René Brocelius Ottesen (fra 2018)[15]